# Centrum Handlowe Dąbrówka
Centrum Handlowe Dąbrówka – centrum handlowe, położone przy alei W. Roździeńskiego 200 w Katowicach, w granicach dzielnicy Szopienice-Burowiec. Działa ono od października 1999, zaś głównym jego sklepem jest hipermarket Carrefour. 

## Historia
Centrum Handlowe Dąbrówka jest jednym z pierwszych tego typu obiektów w regionie. Zostało ono otwarte w październiku 1999 roku.  
Na początku maja 2010 roku do zarządzania m.in. Galerii Handlowej Dąbrówka przez Macquarie Capital Funds (Europe) Limited została wybrana firma DTZ, a w tym czasie przy hipermarkecie Carrefour działały 23 mniejsze sklepy. W 2013 roku CH Dąbrówka należące dotychczas do Charter Hall Group zostało zakupione przez Tristan Capital Partners. W 2016 roku planowano rozbudowę położonego w Centrum Handlowym Dąbrówka hipermarketu Carrefour. Planowano wówczas powiększenie liczby miejsc parkingowych przy Carrefour do 606. 
Właścicielem Centrum Handlowego Dąbrówka w połowie 2017 roku był fundusz EPISO 3, który był zarządzany przez firmę Tristan Capital Partners. W tym czasie galeria dysponowała hipermarketem Carrefour oraz galerią handlową z 25 sklepami, w tym m.in.: RTV Euro AGD, CCC, Rossmann i Decathlon.

## Charakterystyka
Centrum Handlowe Dąbrówka położone jest przy alei W. Roździeńskiego 200 w Katowicach, na obszarze dzielnicy Szopienice-Burowiec.
Głównym punktem centrum handlowego jest hipermarket Carrefour, zaś łącznie w CH Dąbrówka działało we wrześniu 2022 roku wówczas prawie 40 punktów handlowo-usługowych, w tym m.in.: CCC, Rossmann, RTV Euro AGD, Rainbow Tours, Pepco, TUI, Play, KFC i MBank. W parku handlowym w rejonie centrum handlowego działa także stacja paliw Carrefour oraz market budowlany Castorama.
Według danych ze stycznia 2008 roku, powierzchnia terenu całego parku handlowego „Dąbrówka” (Carrefour i Castorama) wynosi 87 714 m², powierzchnia całkowita budynków 35 512 m², zaś powierzchnia sprzedażowa 27 311 m². Powierzchnia zabudowy samego zaś budynku CH Dąbrówka wynosi zaś 21 005 m² i posiada on dwie kondygnacje nadziemne.
Do Centrum Handlowego Dąbrówka według stanu z września 2022 roku prowadzą trzy bezpłatne linie autobusowe Carrefour, które kursują w kierunku Szopienic-Burowca, Wełnowca-Józefowca i Janowa-Nikiszowca. Przy CH Dąbrówka znajduje się także przystanek autobusowy ZTM Dąbrówka Mała Centrum Handlowe.
Przed galerią znajduje się parking na 800 samochodów.